# Operation Queen
1944: Overlord · Dragoon · Mons · Market Garden · Scheldemündung · Aachen · Hürtgenwald · Queen · Elsass-Lothringen · Ardennen
1945: Nordwind · Bodenplatte · Blackcock · Colmar · Veritable · Grenade · Blockbuster · Lumberjack · Undertone · Plunder · Flashpoint · Aschaffenburg · Würzburg · Ruhrkessel · Friesoythe · Nürnberg
Operation Queen war eine gemeinsame britisch-amerikanische Unternehmung während des Zweiten Weltkrieges im Rahmen der Kämpfe zwischen Aachen und der Rur im November 1944, die nahezu zeitgleich mit der Offensive beiderseits der Vogesen stattfand, jedoch deutlich weniger erfolgreich war.

## Vorgeschichte

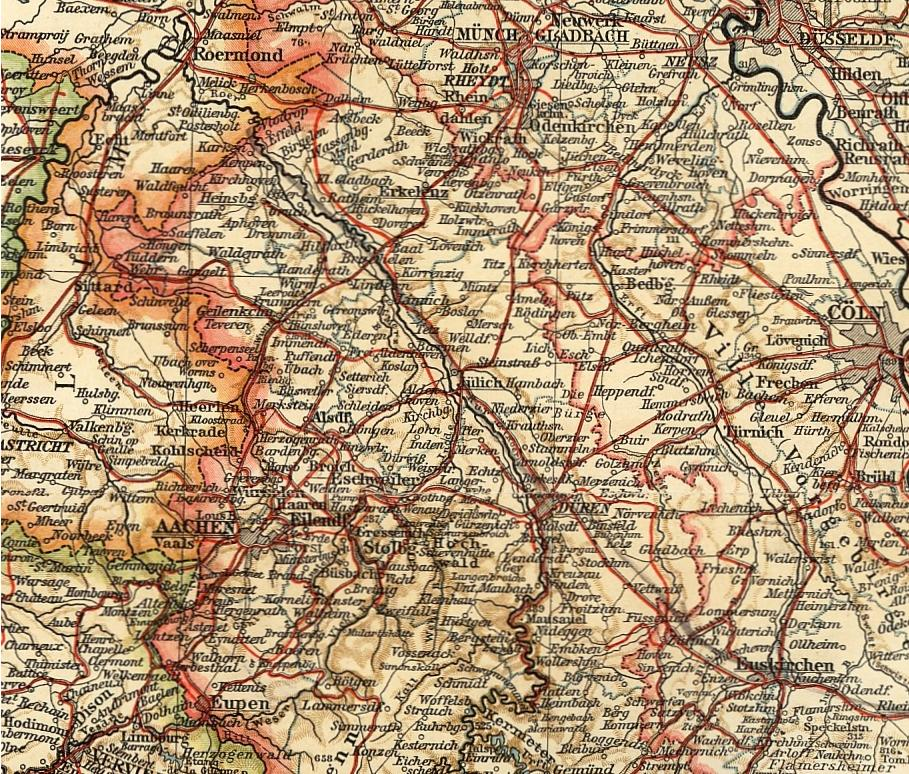
Das Gebiet des Vorstoßes auf der Karte

Nach der alliierten Landung in der Normandie im Juni 1944 hatten Amerikaner und Briten die Deutschen nach heftigen Kämpfen aus Frankreich vertrieben. In der zweiten Septemberhälfte war die Operation Market Garden gescheitert.
Vom 2. bis zum 21. Oktober 1944 hatten sie die Schlacht um Aachen geführt und gewonnen.
Wegen Nachschubschwierigkeiten und allgemeiner Erschöpfung machten sie aber vor dem Westwall halt, um sich zu reorganisieren und neu aufzustellen. Obwohl der Westwall veraltet und desarmiert war, hielten die Alliierten ihn aufgrund der deutschen Propaganda für ein ernsthaftes Hindernis, dem sie nicht unvorbereitet entgegentreten wollten. Die Deutschen nutzten diese Atempause und reorganisierten ihre angeschlagenen Armeen; auch wurde die Bevölkerung zum Schanzenausheben herangezogen und der Westwall notdürftig mit Beutewaffen armiert. Im Rücken der Befestigungslinie entstand ein Netzwerk aus Schützengräben, Panzergräben und ausgedehnten Minenfeldern, die die zahlreichen behelfsmäßig befestigten Ortschaften miteinander verbanden. Als die Alliierten ihren Vormarsch wieder aufnahmen, schlug ihnen heftiger Widerstand entgegen; der bis dahin schnelle Vorstoß wurde mehr und mehr zum Stellungskrieg. Trotz ihrer drückenden personellen und materiellen Überlegenheit und ihrer fast totalen Luftherrschaft kam ihr Vormarsch zum Rhein nur sehr langsam voran, die Deutschen lieferten ihnen um jedes der zahlreichen Dörfer in der Region eine heftige Abwehrschlacht. Der deutsche Widerstand versteifte sich ganz besonders im Gebiet zwischen Geilenkirchen, Alsdorf und Würselen westlich des Flusses Rur. Dort gab es auch Westwall-Bunker, wo wochenlang schwere Kämpfe tobten, bei denen beide Seiten hohe Verluste erlitten. Versuche, die Abwehrstellungen in diesem Gebiet durch einen Vorstoß in den Hürtgenwald zu flankieren, endeten in einem Desaster. Die frontal angreifenden Amerikaner rieben sich an den starken deutschen Stellungen im unwegsamen Bergland auf, wo sie ihre zahlenmäßige Überlegenheit und Luftmacht kaum ausspielen konnten. Heftige Gegenangriffe forderten hohe Verluste. Das wirkte sich auch auf die Moral der alliierten Soldaten aus, die nach dem schnellen Erfolg in Frankreich gehofft hatten, der Krieg werde bald vorbei sein, und die nun mit dem bisher heftigsten Widerstand konfrontiert waren.

## Die Planung
Das alliierte Oberkommando plante, im Bereich der 1. und 9. US-Armee eine Großoffensive gegen die Rur zu beginnen, sie bei Linnich, Jülich und Düren zu überschreiten und Brückenköpfe zu bilden. Im weiteren Verlauf sollte der Rhein erreicht und bei Düsseldorf und Krefeld Brückenköpfe gebildet werden, um für einen Vorstoß ins Herz Deutschlands im nächsten Jahr günstige Ausgangsstellungen zu gewinnen. Gleichzeitig sollten Verbände der 1. US-Armee im Bereich des Hürtgenwaldes angreifen, um die Deutschen in ihren Stellungen festzuhalten, so dass von dort keine Verstärkungen an die Rurfront gesandt werden konnten, während die 2. britische Armee weiter im Norden angreifen sollte. Eine große Zahl amerikanischer und britischer Bomber sollte zur Vorbereitung dieser Offensive mit taktischen Angriffen die Nachschubzentren der deutschen Front zerstören und auch die feindlichen Streitkräfte selbst angreifen. Die Gesamtheit dieser Unternehmungen wurde unter dem Decknamen Operation Queen zusammengefasst. Die schweren strategischen Bomber der 8th Air Force erhielten den Bereich der befestigten Stellungen um Eschweiler und Aldenhoven zugewiesen, während die mittleren Bomber der 9th Air Force die zweite Verteidigungslinie um Jülich und Langerwehe zugeteilt bekamen. Währenddessen sollte das RAF Bomber Command einen harten Schlag gegen die Verbindungszentren Jülich und Düren führen, als Ausweichziele waren die kleineren Verkehrsknotenpunkte Heinsberg, Erkelenz und Baal vorgesehen. Ursprünglich war der Beginn der Offensive auf den 10. November angesetzt, schlechtes Wetter führte aber zur Verschiebung auf den 16. November 1944. Die Offensive der Bodentruppen sollte unmittelbar nach dem Ende der Luftangriffe beginnen, um zu verhindern, dass eigene Verbände getroffen wurden, und gleichzeitig sicherzustellen, dass der Feind möglichst wenig Gelegenheit erhielt, sich von seinem Schock zu erholen.
Allerdings hatten sich die Alliierten gerade den am weitaus stärksten verteidigten Abschnitt der Rurfront ausgesucht, denn abgesehen von den stark ausgebauten Stellungen und den Einheiten an der Front stand im Hinterland die 5. Panzerarmee mit beachtlichen Panzer- und Artilleriereserven bereit. Sie war zwar, wie alle anderen Einheiten, weit unter Sollstärke, stellte aber immer noch einen beträchtlichen Faktor dar und konnte die Verteidiger kräftig unterstützen.

## Die Offensive

### Vorbereitender Luftangriff
In den Mittagsstunden des 16. November 1944 zwischen 11:13 Uhr und 12:48 Uhr führten die amerikanischen Bomberverbände ihre Angriffe durch. 1191 schwere Bomber der 8th Air Force belegten die Orte Eschweiler, Weisweiler und Langerwehe mit insgesamt 4120 Tonnen Bomben, während 339 Jagdbomber der 9th Air Force Hamich, Hürtgen und Gey mit 200 Tonnen Bomben attackierten.
Währenddessen flogen insgesamt 1188 Halifax- und Lancaster sowie Mosquitos des RAF Bomber Command schwere Angriffe gegen Düren, Jülich und Heinsberg.
Besonders der Angriff auf Jülich war äußerst heftig, weil französische und amerikanische Truppenkarten den Ort nach wie vor als Festung auswiesen, was aber längst nicht mehr der Fall war – man hoffte, mit dem Angriff die vermeintlich sehr starken Verteidigungsstellungen zerschlagen zu können. Innerhalb des Zeitraums zwischen 15:28 Uhr und 15:50 Uhr fielen große Mengen Spreng- und Brandbomben auf die Stadt. An Sprengbomben wurden im Einzelnen abgeworfen:
- 4000 lb.: 75 Stück
- 2000 lb.: 361 Stück
- 1000 lb.: 1945 Stück
- 500 lb.: 1613 Stück

insgesamt 3994 Sprengbomben mit 1711 Tonnen Gewicht, dazu 123.518 Stück Brandbomben, abgeworfen einzeln oder in Behältern zu 106 Stück.
Die Stadt wurde bei dem Angriff völlig verwüstet und brannte mehrere Tage lang. Straßen- und Eisenbahnnetz, Industrie und Infrastruktur sowie die Rurbrücke waren zerstört, ebenso wie etwa 97 % der Häuser und Wohnungen, unter der Zivilbevölkerung und den Streitkräften gab es hohe Verluste. Kaum besser erging es Düren, das ebenfalls in einem Feuersturm fast völlig zerstört wurde, auch Heinsberg erlitt schwere Schäden.

### Bodenoffensive
Um 12:45 Uhr des 16. Novembers 1944 trat die 9. US-Armee nach 80 Minuten vorbereitenden Trommelfeuers aus 700 Geschützen, unterstützt von starken Panzerverbänden, zum Angriff an. Trotz der gründlichen Vorbereitung, der durchtrennten Nachschublinien und der starken zahlenmäßigen Überlegenheit der Angreifer hielten die schwachen deutschen Verbände im Wesentlichen stand und gingen nur sehr hinhaltend zurück. Die Alliierten erlitten schwere Verluste und gewannen nur äußerst langsam an Boden. Das vorangegangene Flächenbombardement hatte gegen die gut ausgebauten Stellungen nicht viel gebracht, die meisten Bomben fielen ungezielt, zerstörten nur, was ohnehin schon zerstört war und konnten den gut ausgebauten und mit eingegrabenen Panzern ergänzten Verteidigungsstellungen nicht viel anhaben. Zwar konnten die Alliierten die deutschen Artilleriebeobachter durch Dauerbeschuss mit Nebelgranaten blenden, doch war die kriegserfahrene deutsche Artillerie auf die wichtigsten Geländepunkte hervorragend eingeschossen und von fürchterlicher Wirkung. Am ersten Tag kam die amerikanische Offensive kaum voran, die Deutschen hielten ihre Stellungen, wenn auch unter schweren Verlusten. Die Angreifer litten besonders unter dem stark verminten Gelände; hohe Verluste ließen Infanterie und Panzer kaum vorankommen. Befestigte Dörfer wurden stellenweise erfolgreich angegriffen, gingen aber häufig im Gegenangriff wieder verloren. Nach zwei Tagen war der Vormarsch fast überall zum Stillstand gekommen, und der Grabenkrieg begann.
Während der nächsten vier Wochen dauerten die heftigen Kämpfe auf dem Westufer der Rur an. Zwar rückten die Amerikaner allmählich bis zum Fluss vor, doch nach wie vor gab es um jedes Dorf und jede Ortschaft heftige Kämpfe. Der einzige größere Erfolg war die Einnahme von Linnich. Im Zuge der Kämpfe um die Stadt kam es auch zu einer größeren Panzerschlacht, in der die Amerikaner unter großen Verlusten das Feld behaupteten. Es gelang ihnen aber nicht, den Fluss zu überqueren und Brückenköpfe zu bilden, der hartnäckige Widerstand der eingegrabenen Deutschen, das heftige Artilleriefeuer sowie gelegentliche Luftangriffe deutscher Schlachtflugzeuge verhinderten dies. Schlechtes Wetter machte beiden Seiten zu schaffen, der grundlose Boden behinderte jede Bewegung und brachte den Verteidigern Vorteile; zudem trat der Fluss über die Ufer, was eine Überquerung  erschwerte. Tiefhängende Wolken und Dauerregen machten die alliierte Luftüberlegenheit oft wertlos, aber wenn die Wolken aufrissen, lähmten die allgegenwärtigen alliierten Jagdbomber jede Bewegung am Boden und verursachten große Verluste auf deutscher Seite. Zur selben Zeit griffen die Amerikaner auch im Hürtgenwald wieder an, sodass das deutsche Oberkommando durch das heftige Drängen des Gegners gegen die Westfront die in Vorbereitung befindliche Ardennenoffensive in Gefahr sah: falls die Amerikaner die Rur überschreiten oder die Eifel unter ihre Kontrolle bringen würden, hätten alliierte Flankenangriffe den Angriffsplan gefährdet. Aus diesem Grund gab das Oberkommando einige Artillerie-, Panzer- und Infanterieeinheiten aus den für die Gegenoffensive gesammelten Bereitstellungen frei, um die Rurfront um jeden Preis bis zum Beginn der Offensive zu halten. Trotz des Mangels an Soldaten, Munition und Treibstoff und obwohl die an der Rur kämpfenden Einheiten nach monatelangen, fast ununterbrochenen Kämpfen ausgeblutet und erschöpft waren, wurde das taktische Ziel erreicht. Maßgeblich war dabei das gut liegende schwere Artilleriefeuer, das die Amerikaner wegen des schlechten Wetters nicht zum Schweigen bringen konnten und das ihre Angriffe oft im Keim erstickte. Dabei kamen auch in größerem Umfang Eisenbahngeschütze zum Einsatz. Mit dem Beginn der Ardennenoffensive am 16. Dezember 1944 mussten die davon völlig überraschten Amerikaner ihre Angriffe im Rahmen der Operation Queen vorläufig einstellen.

## Ergebnis
Insgesamt war die Operation Queen ein Misserfolg. Trotz der sorgfältigen Vorbereitung gelang es den Alliierten nicht, die deutsche Verteidigung westlich der Rur entscheidend zu schlagen und Brückenköpfe für den Vormarsch zum Rhein zu bilden. Stattdessen wurden die Angreifer in verlustreiche Häuser- und Stellungskämpfe verwickelt und mussten um jeden Meter Boden ringen. Die beginnende Ardennenoffensive entlastete die deutschen Verteidiger und zwang die Amerikaner, ihre Offensive einzustellen; erst im Februar 1945 gelang es ihnen, die Rur zu überqueren, dann allerdings war der Weg zum Rhein frei.